# ميرشكارلو
ميرشكارلو هي قرية في مقاطعة أرومية، إيران. يقدر عدد سكانها بـ 351 نسمة بحسب إحصاء 2016.